# Abrotanella forsteroides
Espèce
Classification phylogénétique
Abrotanella forsteroides est une espèce de plantes à fleurs de la famille des Astéracées. C'est une plante herbacée rampante vivace, endémique de Tasmanie en Australie.